# Jarenga
Jarenga (rusky Яренга) je řeka v Komiské republice a v Archangelské oblasti v Rusku. Je 281 km dlouhá. Povodí má rozlohu 5140 km².

## Průběh toku
Ústí zprava do Vyčegdy (povodí Severní Dviny).

## Vodní stav
Zdrojem vody jsou převážně sněhové srážky. Průměrný roční průtok vody ve vzdálenosti 23 km od ústí činí 48,8 m³/s. Zamrzá v říjnu a rozmrzá na konci dubna až v první polovině května. Nejvyšších vodních stavů dosahuje od poloviny dubna do června.